# Ledro
Ledro ist eine italienische Gemeinde (comune) mit 5387 Einwohnern (Stand 31. Dezember 2023) in der Provinz Trient, Region Trentino-Südtirol. Sie gehört zur Talgemeinschaft Alto Garda e Ledro.

## Geografie
Das Gemeindegebiet der im Ledrotal gelegenen Gemeinde umfasst auch die Seitentäler des Ledrotales, wie das Val di Concei oder das südwestlich angrenzende Val d’Ampola. Es grenzt im Süden an die Provinz Brescia in der Region Lombardei.
Der Gemeindesitz Pieve di Ledro am Westufer des Ledrosees liegt etwa 37 Kilometer südsüdwestlich von Trient und etwa 8 Kilometer westlich des Gardasees. Die beiden am äußersten Rand des Gemeindegebiets liegenden Orte Biacesa im Osten und Tiarno di Sopra im Westen liegen fast 11 Kilometer weit voneinander entfernt.
Die Nachbargemeinden sind Bondone, Borgo Chiese, Borgo Lares, Bleggio Superiore, Fiavè, Pieve di Bono-Prezzo, Storo, Riva del Garda, Tenno, Tione di Trento sowie an die zur Provinz Brescia gehörenden Gemeinden Limone sul Garda, Magasa und Tremosine sul Garda.

## Geschichte
Die Streugemeinde Ledro entstand am 1. Januar 2010 durch den Zusammenschluss der bis dahin eigenständigen Gemeinden Pieve di Ledro, Bezzecca, Concei, Molina di Ledro, Tiarno di Sopra und Tiarno di Sotto, die zuvor schon im Gemeindeverband Unione dei Comuni della Valle di Ledro zusammengearbeitet hatten.

## Verwaltungsgliederung
Zur Gemeinde Ledro gehören 14 Fraktionen: Barcesino, Bezzecca, Biacesa, Enguiso, Legos, Lenzumo, Locca, Mezzolago, Moi, Molina di Ledro, Pieve di Ledro (Gemeindesitz), Pré, Tiarno di Sopra, Tiarno di Sotto und Villa.

## Verkehr
Durch die Gemeinde führt die Strada Statale 240 di Loppio e Val di Ledro (SS 240), die Rovereto im Etschtal mit Storo in den Judikarien verbindet. Von der SS 240 biegt bei Biacesa die Provinzstraße SP 234 nach Pregasina ab, bei Bezzecca die SP 119 nach Concei und am Lago d’Ampola die SP 127 zum Tremalzopass.

## Sehenswürdigkeiten
Zu den Hauptattraktionen der Gemeinde gehören der Ledrosee und das Pfahlbaumuseum Ledrosee (italienisch Museo delle Palafitte del Lago di Ledro), in dem die archäologischen Funde aus dem Ledrosee gezeigt werden. Die Pfahlbauten am Ledrosee gehören zu den 2011 ins UNESCO-Welterbe aufgenommenen Prähistorischen Pfahlbauten um die Alpen.

## Gemeindepartnerschaften
| - Buštěhrad, (Mittelböhmen) - Chyňava, (Mittelböhmen) - Doksy, (Mittelböhmen) | - Milín, (Mittelböhmen) - Müllheim im Markgräflerland, (Baden-Württemberg) - Nový Knín, (Mittelböhmen) | - Příbram, (Mittelböhmen) - Ptice, (Mittelböhmen) - Všeň, (Böhmen) |

Die Gemeindepartnerschaften mit den acht böhmischen Gemeinden erinnert daran, dass ein Großteil der Bevölkerung aus dem Ledrotal – etwa 5000 Personen – nach dem italienischen Kriegseintritt in den Ersten Weltkrieg im Mai 1915 in Böhmen ein provisorisches Zuhause fanden.

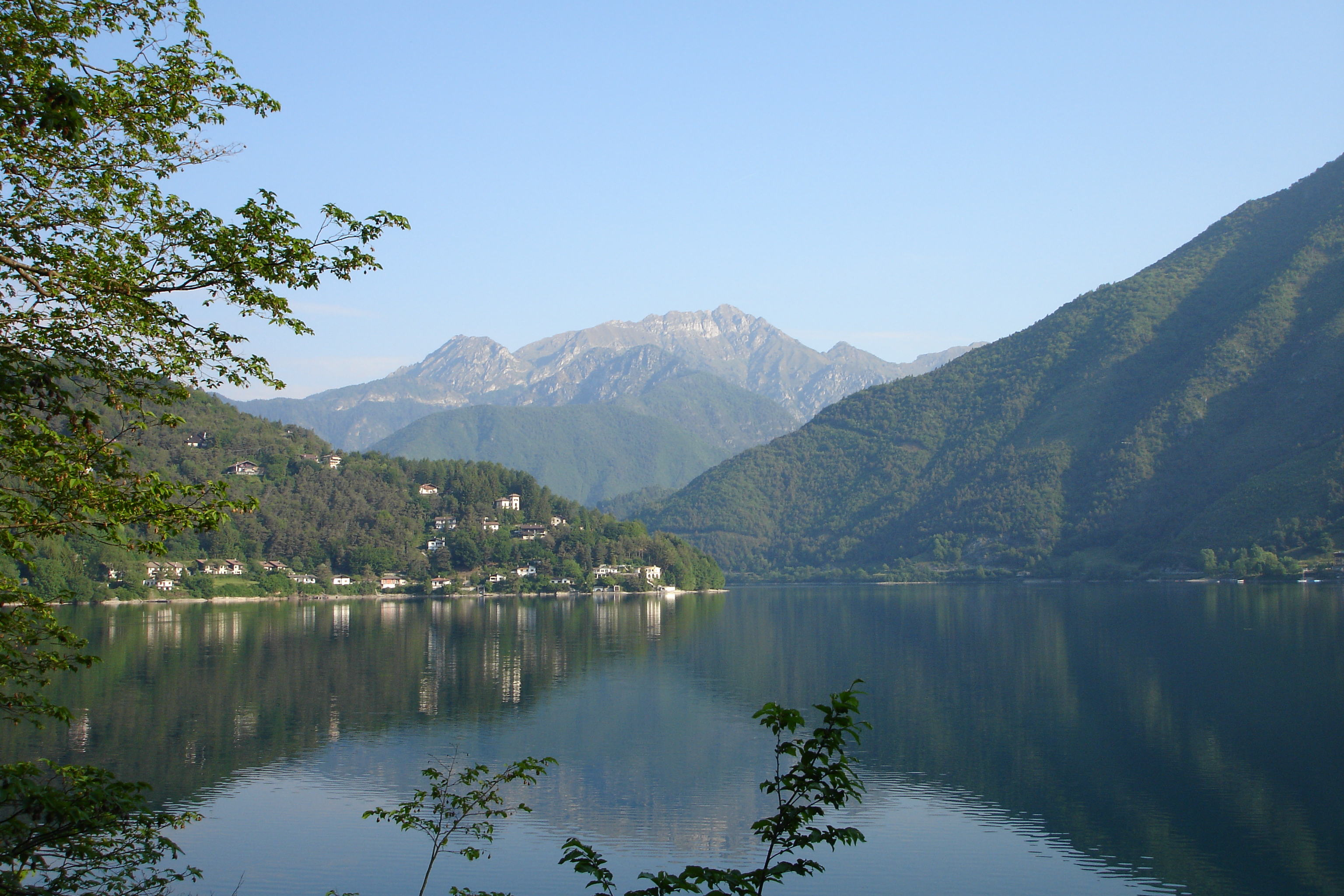
Ledrosee mit dem Monte Cadria im Hintergrund
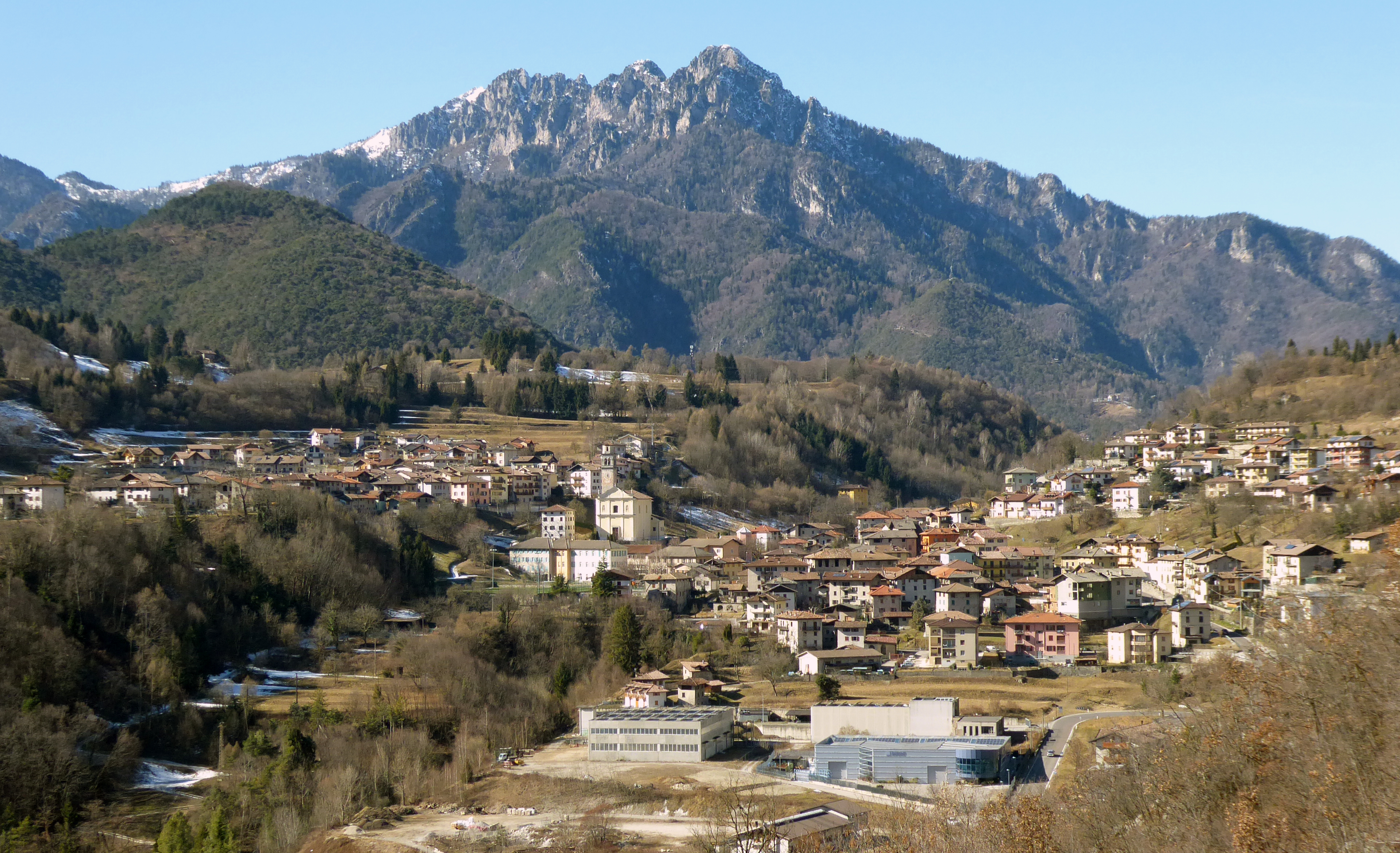
Molina di Ledro und Legos mit dem Monte Corno und Caset im Hintergrund
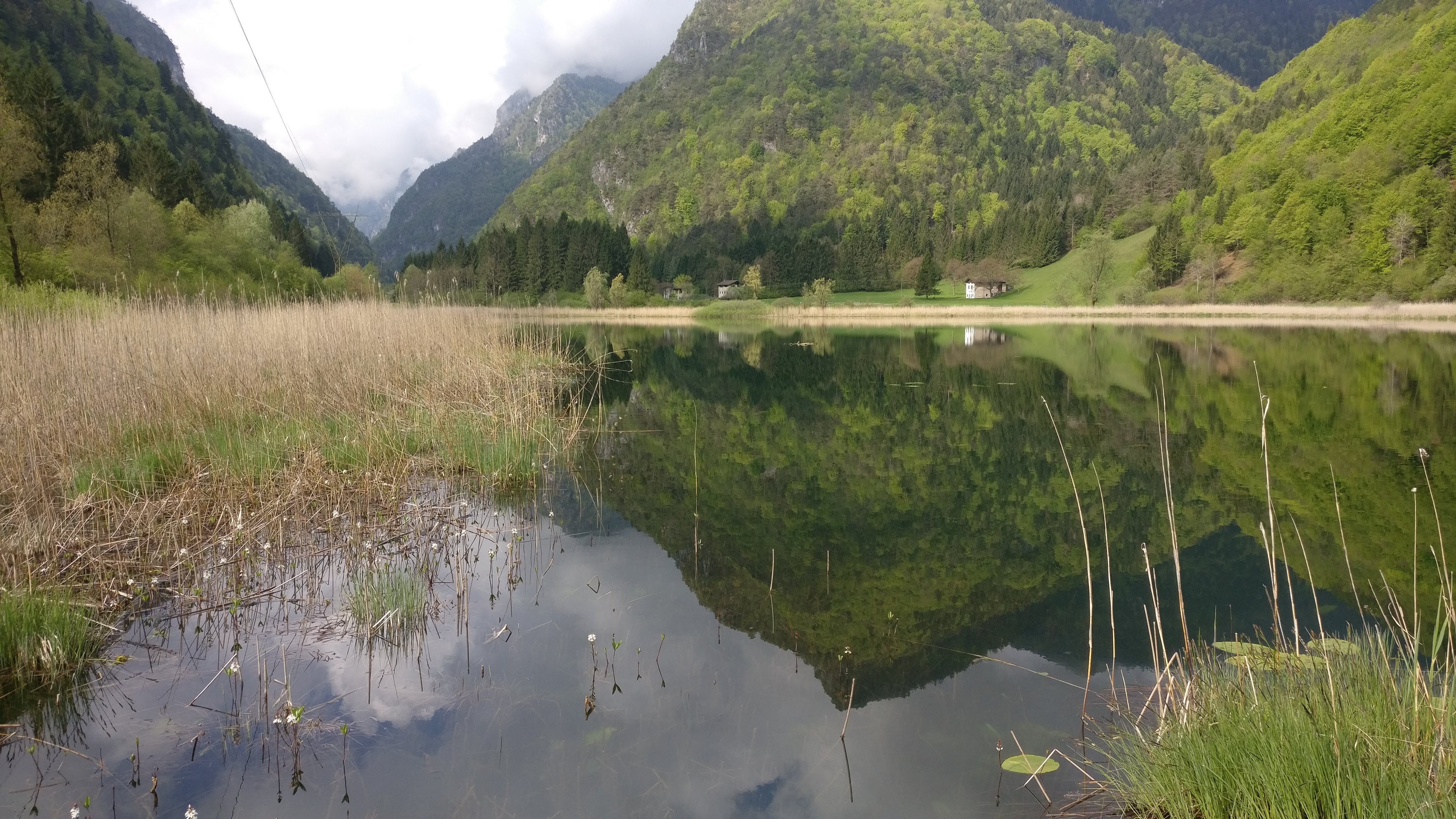
Lago d’Ampola
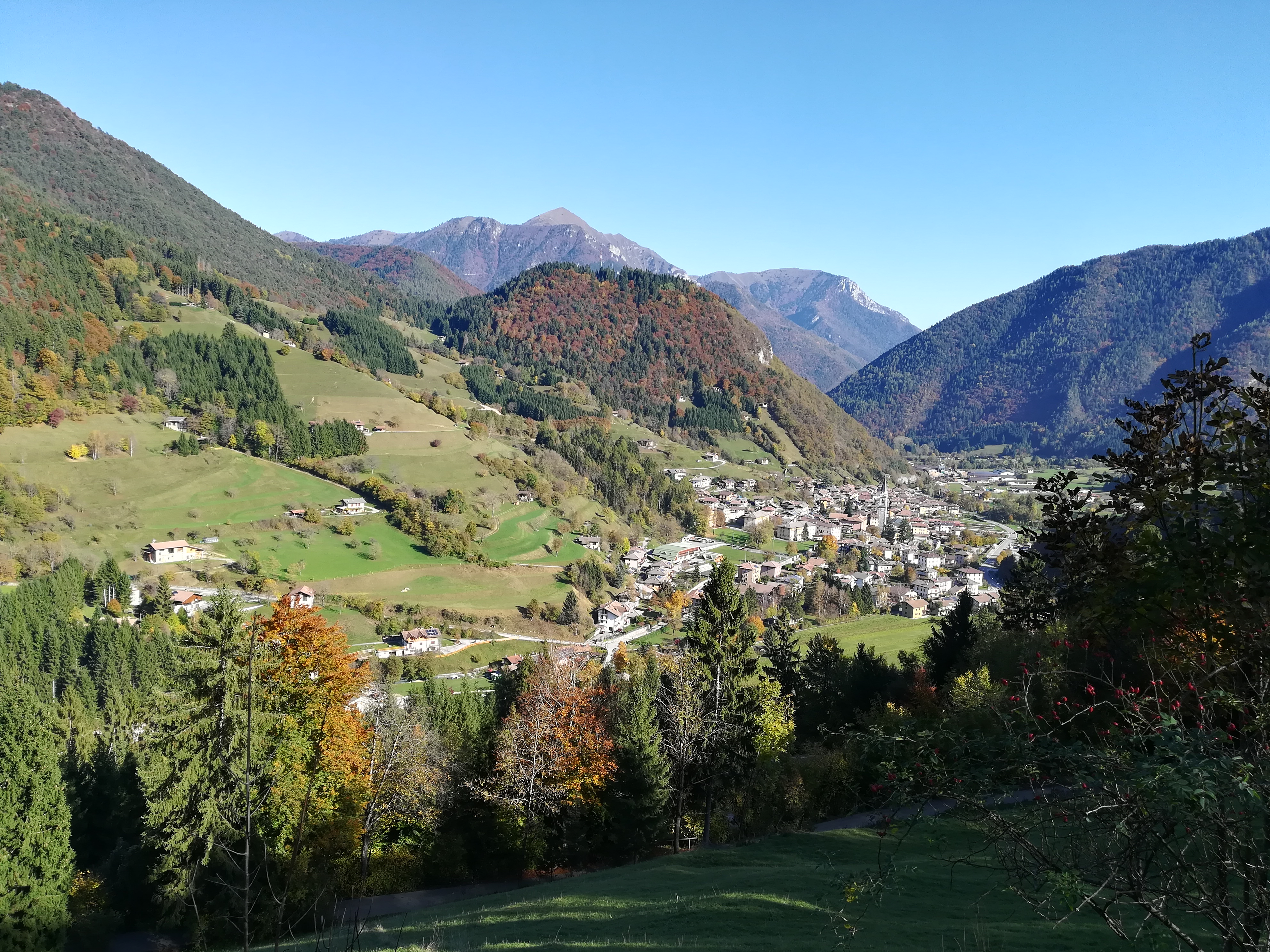
Tiarno di Sotto mit der Cima Pari im Hintergrund
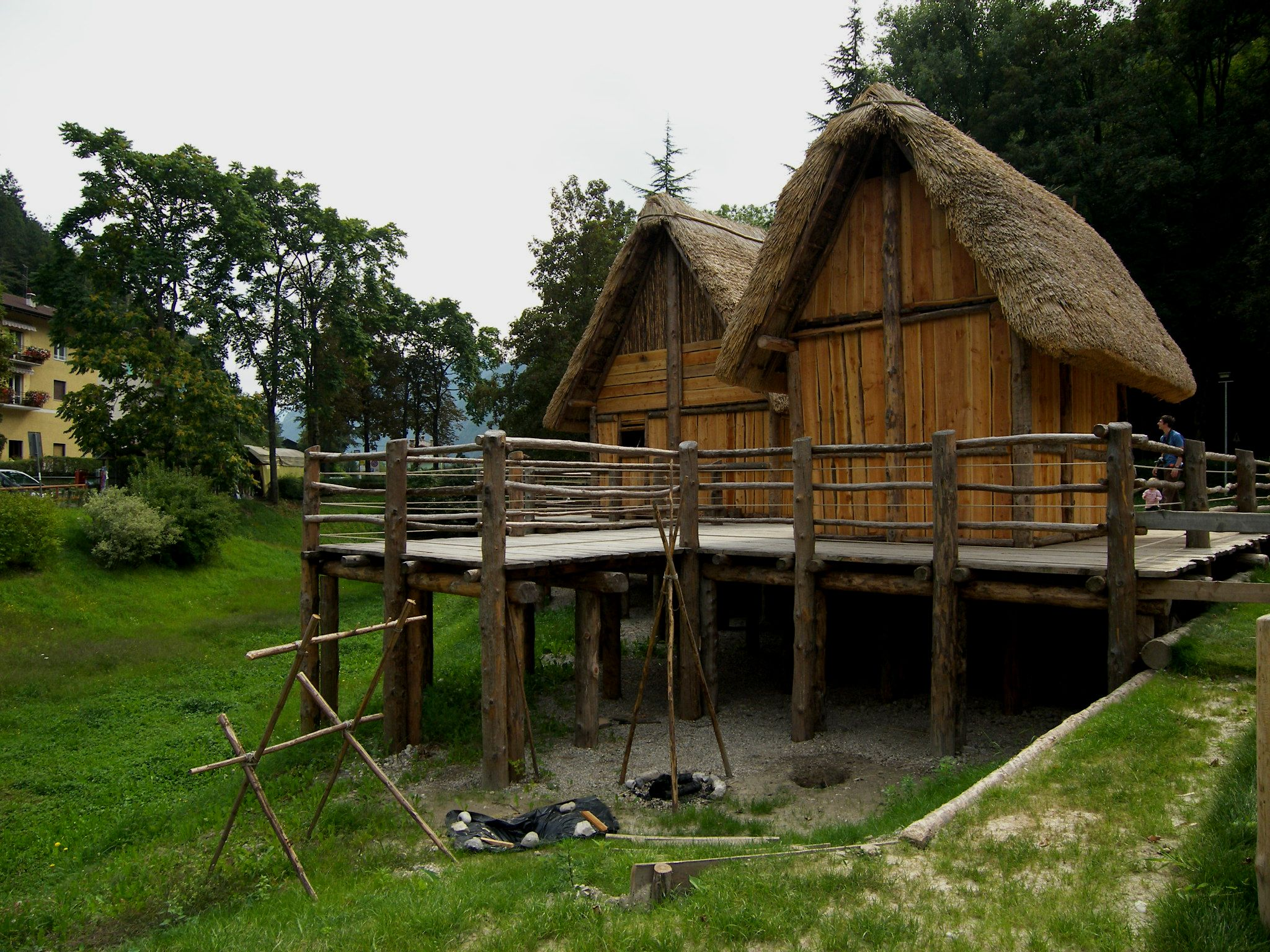
Pfahlbaumuseum Ledrosee